# Sette Daban
Sette Daban (jakutisch Сэттэ Дабаан; russisch Сетте-Дабан) ist ein 650 km langer Gebirgszug in Ostsibirien. Er erhebt sich östlich der Mitteljakutischen Niederung. Das Gebirge erreicht Höhen von über 2000 m. Es wird im Norden vom Fluss Tompo abgegrenzt. Dort zweigt es in südsüdöstlicher Richtung vom Hauptkamm des Werchojansker Gebirges ab. Im Süden und im Osten bildet der Flusslauf des Allach-Jun die Grenze. Im Nordosten des Sette Daban liegt das benachbarte Suntar-Chajata-Gebirge.
Das Sette-Daban-Gebirge wird von mehreren rechtsseitigen Aldan-Nebenflüssen durchflossen und entwässert. Die größten dieser Flüsse sind die Östliche Chandyga, der Tyry und die Chanda.
Bis 1000 m Höhe reicht die Taiga mit Sibirischen Zirbelkiefern. Darüber beginnt aufgrund des rauen Klimas die Bergtundra.